# Faustino Camisani
Faustino Camisani zvaný Timili (27. ledna 1772 Brescia – 21. dubna 1830 tamtéž) byl italský houslista, violista a hudební skladatel.

## Život
Narodil se v Brescii 27. ledna 1772. O jeho životě je málo informací. Byl ředitelem opery divadla Teatro Grande di Brescia a kapelníkem v chrámu sv. Filipa v Brescii. Kromě toho patřil mezi zakladatele organizace mající za cíl podporu hudebníků: L'Istituto di Beneficenza dei professori filarmonici ed impiegati al detto Teatro.
Byl vyhlášeným hudebním pedagogem. Mezi jeho nejvýznamnější žáky patřil např. Antonio Bazzini. Pro své pedagogické schopnosti byl lákán významnějšími městy a institucemi. Zůstal však po celý život věrný Brescii. Komponoval převážně chrámovou a komorní hudbu.
Zemřel 21. dubna 1830 a je pohřben na hřbitově v Brescii (Cimitero di Brescia).

## Dílo
- Dvě čtyřhlasé mše
- Mottetti e Vespri
- Concerto per violino